# Coco and Igor (novela)

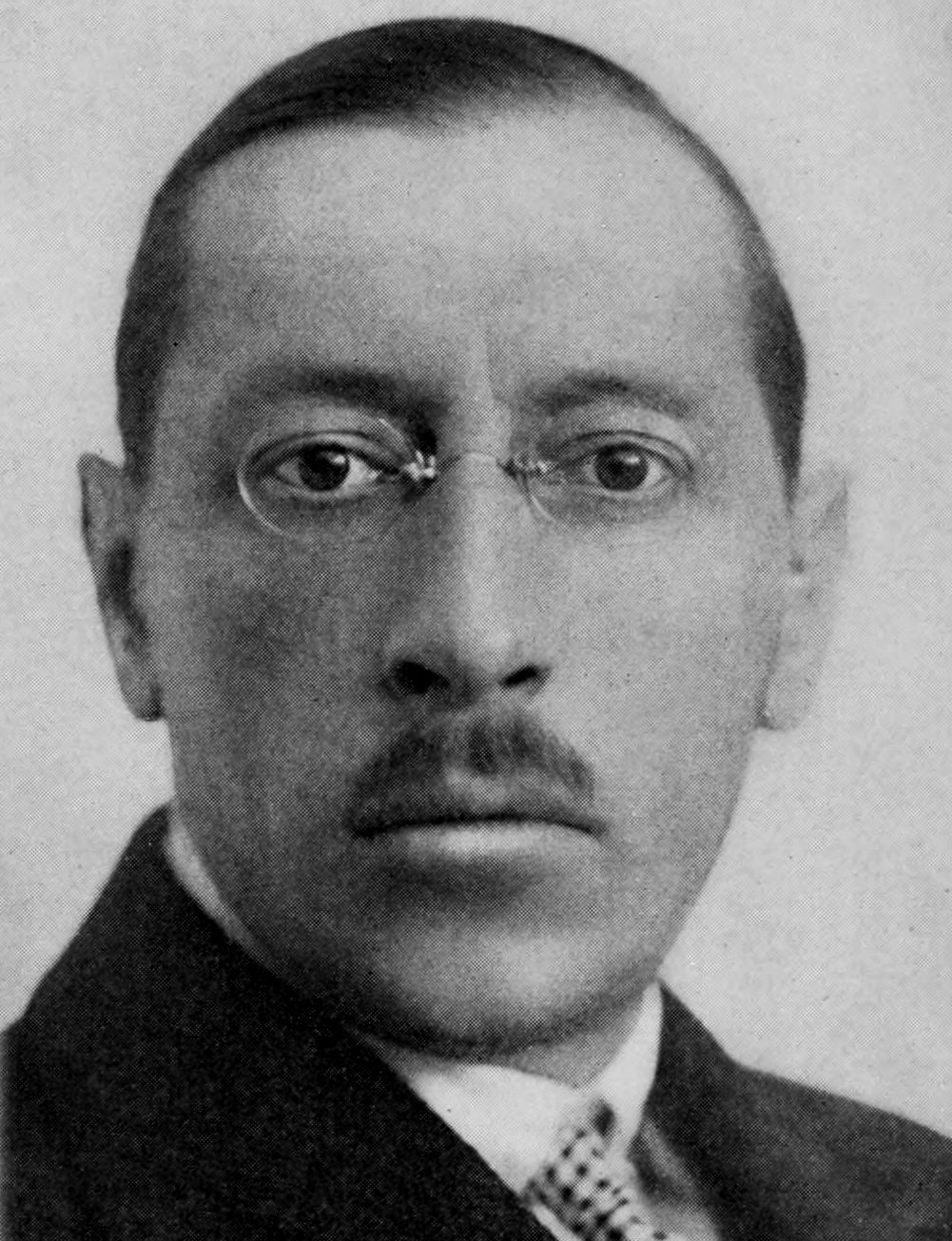
Ígor Stravinski en 1921. Fotografía de Robert Regassi.

Coco and Igor es una novela de Chris Greenhalgh, publicada en el 2002.
Escenificada principalmente en el París de 1920, la historia se basa en la aventura amorosa que tuvieron Coco Chanel e Ígor Stravinski en la vida real.

## Resumen
El ballet La consagración de la primavera de Ígor Stravinsky se estrenó en París el 29 de mayo de 1913. Coco Chanel, presente en el estreno, queda impactada con la fuerza de la composición, pero el público se escandaliza con su música rítmica y discordante y con la coreografía primitiva de Vaslav Nijinsky, interpretada por los Ballets Rusos del impresario Serguéi Diáguilev.
Coco conoce a Ígor siete años después, en una cena organizada por Diáguilev. Ígor se ha visto obligado a huir de Rusia con su mujer y con sus cuatro hijos, después de la Revolución Rusa. Coco invita a Ígor a que se mude, con toda su familia, a su villa en Garches – 'Bel Respiro'.
La couturière y el compositor pronto iniciaron una aventura. Ambos experimentan un brote de intensa creatividad; mientras Coco crea el perfume Chanel n.º 5 (con ayuda del perfumista Ernest Beaux), las composiciones de Ígor muestran un estilo nuevo, liberado. Pero la esposa de Ígor, Katerina, enferma de tuberculosis y una insoportable tensión se apodera de 'Bel Respiro' y de sus ocupantes.

## Estructura
El sonido del piano funge como fondo de la novela, que se compone de 88 capítulos, el mismo número de teclas de que consta un piano. 

## Reseñas críticas
- Coco and Igor, reseña en la revista británica Vogue (11 de junio de 2002)
- "Eau de rancour" del académico Peter Conrad, The Observer (30 de junio de 2002)
- Coco Chanel & Igor Stravinsky, reseñado por Stephanie Green, The Washington Post (6 de diciembre de 2009)

## Adaptacón cinematográfica
Chris Greenhalgh colaboró en la elaboración del guion de la adaptación cinematográfica de su novela: la película Coco Chanel & Igor Stravinsky, del año 2009, dirigida por Jan Kounen y con las actuaciones de Anna Mouglalis (como Coco Chanel) y Mads Mikkelsen (como Ígor Stravinsky). El filme se presentó en la sesión de cierre del Festival de Cannes del 2009, el 24 de mayo de ese año.

## Ediciones

### Inglés
- Edición británica en tapa dura: Headline Review, 1 de julio de 2002 (ISBN 0-7553-0086-6)
- Edición británica rústica: Headline Review, 7 de julio de 2003 (ISBN 978-0-7553-0087-7)
- Edición norteamericana rústica comercial: Riverhead Books (división de Penguin USA), 1 de diciembre de 2009 (ISBN 978-1-59448-455-1)

### Traducciones
Coco and Igor ha sido publicada en varios idiomas, entre ellos:
- Francés: 'Coco et Igor' – Calmann-Levy, 8 de abril de 2009, traducido por Elsa Maggion (ISBN 978-2-7021-3981-3)
- Ruso: 'Villa Bel Respiro' – Symposium, 1 de junio de 2009 (ISBN 978-88-7496-685-1)
- Polaco: 'Coco i Igor' – Wydawnictwo Amber, 2002, traducido por Barbara Przbylowska (ISBN 83-241-0170-5)
- Griego: 'Coco and Igor' – Empeiria, noviembre de 2003, traducido por Persa Koumoutsi (ISBN 960-417-044-9)
- Chino: 'Coco and Igor' – Sun Color Culture Publishing Co. Ltd, octubre de 2009 (ISBN 978-986-229-176-4)